# Вовчок капустяний
Вовчок капустяний (Orobanche brassicae) — вид рослин з родини вовчкових (Orobanchaceae), поширений у південно-східній Європі.

## Опис
Однорічна рослина 15–30 см заввишки. Віночок 22–24 мм довжиною, світло-фіолетовий, внизу білуватий, зубці чашечки шилоподібні, удвічі довші від трубки.

## Поширення
Поширений у Молдові, Україні, півдні європейської частини Росії.
В Україні вид поширений на полях і городах; паразитує на коренях капусти, помідорах — у Степу (м. Одеса), рідко.